# Sudeley Castle

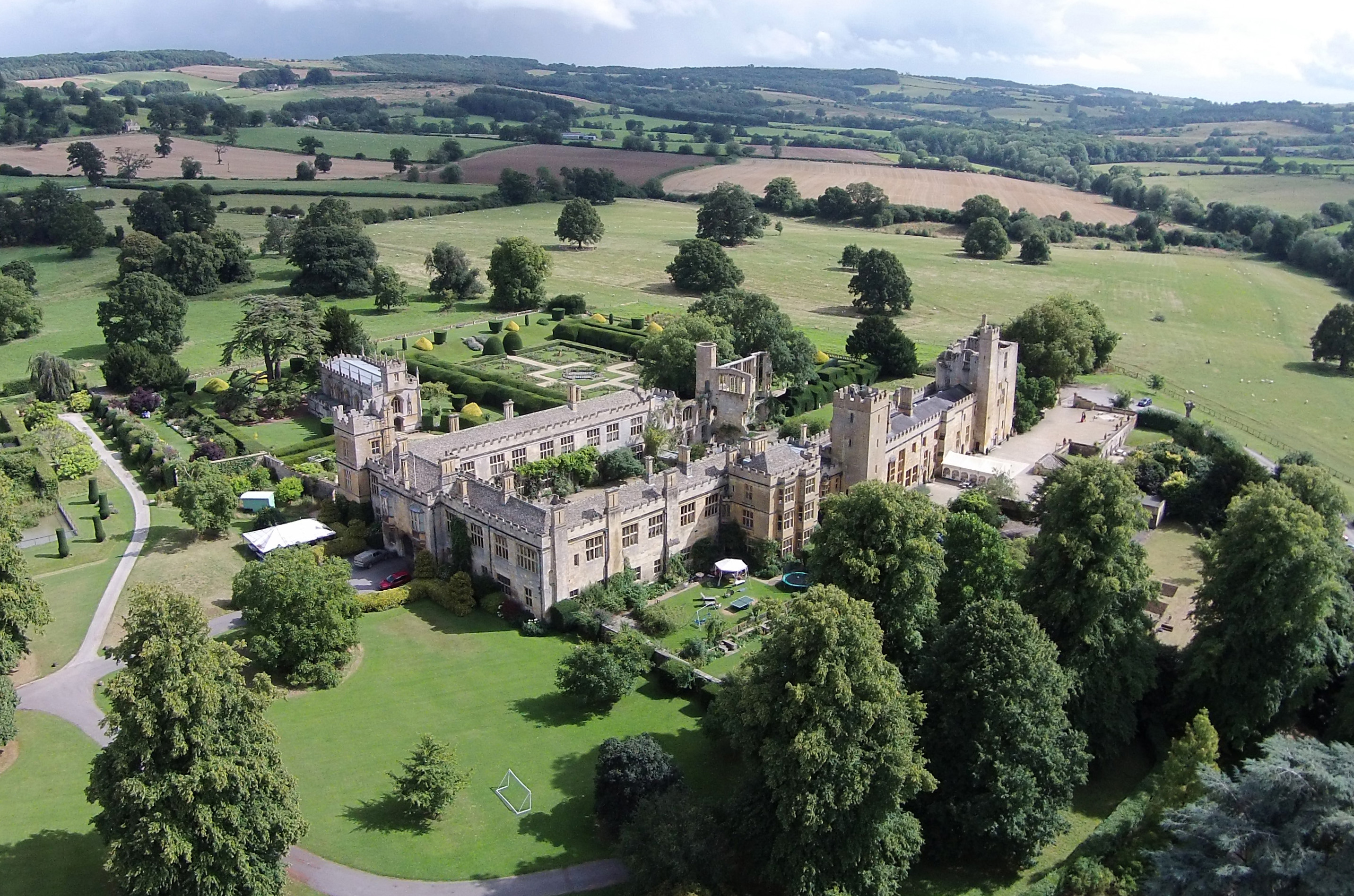
Luftbild aus nordwestlicher Richtung

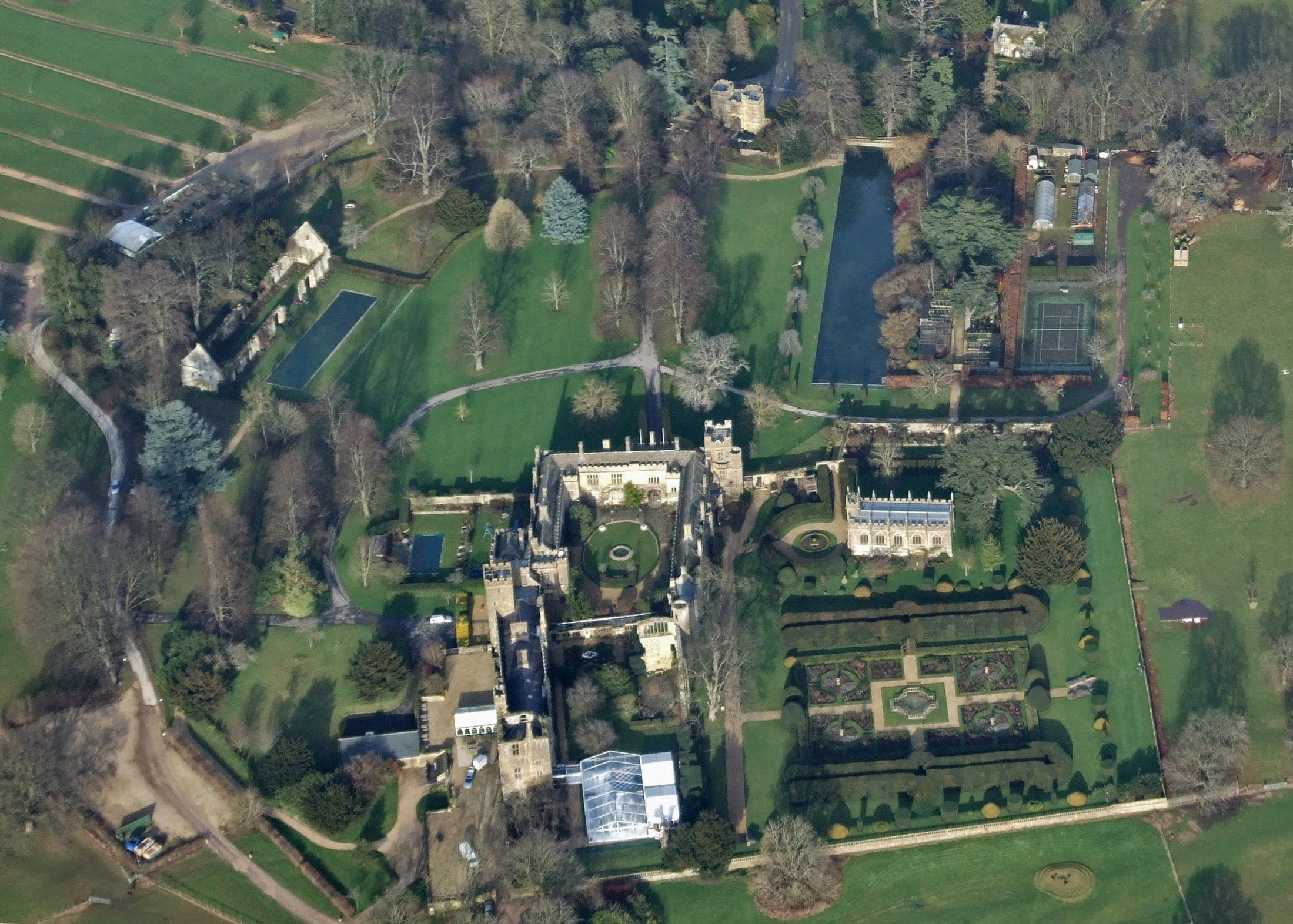
Überflugbild (Norden ist oben)

Sudeley Castle im englischen Gloucestershire ist ein Landschloss (English country house) im Tudorstil, dessen Wurzeln in das 10. Jahrhundert zurückgehen. Das Anwesen liegt rund einen Kilometer südöstlich der Ortschaft Winchcombe und etwa acht Kilometer nordöstlich von Cheltenham, am Westrand der Cotswolds Hills ca. 140 km westnordwestlich von London sowie 65 km südlich von Birmingham.
Mitte des 15. Jahrhunderts legte Ralph Boteler, de iure 7. Baron Sudeley, den Grundstein für das Anwesen, das Richard III. im späten 15. Jahrhundert erweitern ließ. Weitere Veränderungen und Zubauten erfolgten in der zweiten Hälfte des 16. Jahrhunderts durch Edmund Brydges, 2. Baron Chandos sowie seinen Sohn Giles. Im englischen Bürgerkrieg während des 17. Jahrhunderts stark beschädigt, verfiel das Gebäude zu einer Ruine. Zwei reiche Handschuhmacher aus Worcester erwarben das heruntergekommene Anwesen und ließen es ab 1837 restaurieren und wiederaufbauen. Auch verloren gegangene Gärten wurden wieder angelegt. Die spätere Schlossherrin Emma Dent vollendete die Arbeiten und ließ darüber hinaus einige neue Gärten anlegen. Bei ihrem Tod im Jahr 1900 hatte das Anwesen im Großen und Ganzen seine heutige Gestalt: ein mehrflügeliges Hauptgebäude mit viktorianischem Aussehen, das von einem englischen Landschaftspark und neun Gärten umgeben ist. Emma Dent vererbte das Anwesen ihrem Neffen Henry Dent-Brocklehurst, dessen Familie noch heute Eigentümerin ist und das Schloss bewohnt. Trotzdem ist es seit Anfang der 1970er Jahre für Besucher geöffnet. Neben Schlosspark und -gärten können einige Innenräume und die zur Anlage gehörende Kirche St. Maryʼs mit dem Grab Catherine Parrs, der sechsten Frau Heinrichs VIII., besichtigt werden. Sudeley Castle ist das einzige englische Schloss in Privatbesitz, auf dessen Gelände eine englische Königin begraben liegt. Das Hauptgebäude sowie Gärten, Kirche und diverse Nebengebäude stehen unter Denkmalschutz.

## Geschichte

### Mittelalter
Sudeley wurde im 10. Jahrhundert schriftlich erwähnt, aber schon zu römischer Zeit standen mehrere Landgüter (Villae rusticae) auf dem heutigen Schlossgrund. Zwei von ihnen wurden im späten 19. Jahrhundert ausgegraben, und ihre Reste erinnern heute an die römische Vergangenheit dieses Ortes. Zur Zeit der Ersterwähnung gehörte Sudeley zu einem größeren Gut in Hawling. Später kam es an den englischen König Æthelred. Zu jener Zeit gehörten zu dem Besitz große Waldvorkommen und ein Hirschpark, von dessen Umfassungsmauer heute noch Reste erhalten sind. Auch ein herrschaftliches Haus aus sächsischer Zeit existierte schon, allerdings ist von ihm heute nichts mehr übrig. Historiker gehen davon aus, dass es östlich des heutigen Schlosses auf einem heute Hopyard Field genannten Areal gestanden hat. Dieses Herrenhaus gab der König samt dem dazugehörigen Landbesitz (Sudeleagh) an seine Tochter Goda (auch Godgifu), die Drogo von Mantes heiratete. Der gemeinsame Sohn Ralph der Furchtsame, Earl of Hereford, erbte den Besitz und hinterließ ihn bei seinem Tod 1057 seinem Sohn Harold. Dieser durfte Sudeley nach der normannischen Eroberung Englands durch Wilhelm den Eroberer behalten, weil er ein entfernter Verwandter der Herzogs der Normandie war. Harolds Sohn John übernahm den Besitz von seinem Vater und ließ das bestehende Haus im Jahr 1139 befestigen, weil er sich im Kampf um den englischen Thron auf die Seite Matildas von England und gegen König Stephan stellte. Stephan besetzte daraufhin Sudeley und stationierte dort vorübergehend königliche Truppen. Über mehrere Generationen vererbte sich Sudeley anschließend über männliche Familienmitglieder weiter, die sich derweil nach ihrem Besitz „de Sudeley“ nannten. Schließlich war es Eigentum von John, 3. Baron Sudeley, der es bei seinem Tod 1367 seinen beiden Schwestern vermachte. Eine von ihnen, Joan de Sudeley, war mit William (le) Boteler of Wem verheiratet. Der gemeinsame Sohn Thomas folgte 1380 als Burgherr und 4. Baron Sudeley nach.

### Neubau unter Ralph Boteler
Im Jahr 1417 gelangte Sudeley Castle an Ralph Boteler, Thomas’ dritten Sohn, nachdem zuvor seine beiden älteren Brüder Titel und Besitz geerbt hatten, aber ohne Nachkommen verstorben waren. Ralph war unter Heinrich VI. Kommandeur der englischen Flotte und wurde von ihm 1441 zum Baron Sudeley erhoben. Im Juli 1443 zum Lord High Treasurer of England ernannt, baute er zwischen 1441 und 1458 einen neuen, komfortableren Landsitz, allerdings ohne die dafür erforderliche Befestigungsgenehmigung eingeholt zu haben. Das Geld für den Neubau stammte zum Teil aus englischer Beute des Hundertjährigen Krieges. Nach Ende der Bauarbeiten bestand Sudeley Castle aus einem bewehrten Gebäudekomplex, dessen Trakte sich um einen Innenhof gruppierten. Die erforderliche Genehmigung für den durch Wassergräben gesicherten Bau wurde ihm im Mai 1458 nachträglich erteilt. In den frühen 1460er Jahren ließ Boteler abschließend östlich des Neubaus eine Kapelle errichten. Gemeinsam mit einem halben Dutzend anderer Besitzungen verkaufte der mittlerweile 73-jährige Ralph Boteler das Anwesen 1469 an König Eduard IV. Die Gründe dafür sind bis heute nicht geklärt. Möglicherweise wurde er als Anhänger der in den Rosenkriegen vorerst unterlegenen Lancaster-Partei von dem Yorkisten Eduard IV. zum Verkauf genötigt. Eine andere plausible Erklärung wäre auch, dass Botelers einziger Sohn vor ihm verstorben und er somit ohne Erben war. Fest steht jedoch, dass Ralph Botelers Neffen nach der Thronbesteigung Heinrichs VII. um die Rückgabe des Besitzes kämpften, damit aber keinen Erfolg hatten.

### Eigentum der Königsfamilie

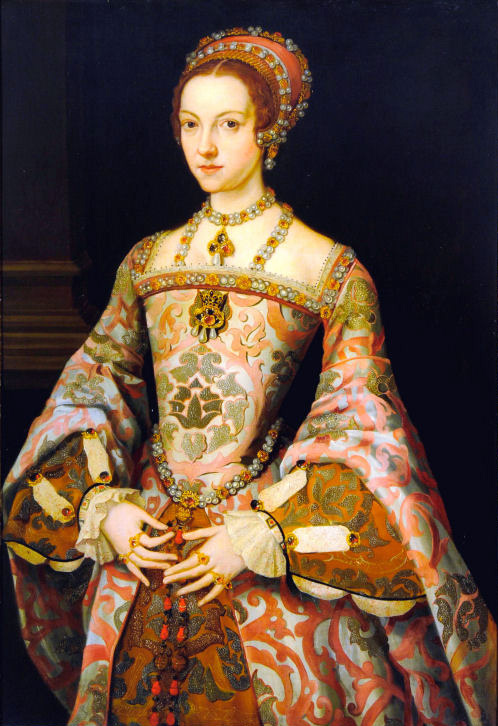
Catherine Parr wurde in der Schlosskapelle begraben (anonymes Porträt aus dem 16. Jahrhundert)

Eduard IV. schenkte Sudeley im November 1469 seinem 17-jährigen Bruder Richard, Herzog von Gloucester, als Belohnung für seine Unterstützung des Königs gegen dessen anfänglichen Vertrauten und späteren Widersacher Richard Neville, 16. Earl of Warwick. Im Jahr 1478 tauschte Richard Sudeley Castle mit seinem königlichen Neffen Eduard V. gegen Richmond Castle in Yorkshire. Allerdings wurde er mit seiner eigenen Thronbesteigung im Jahr 1483 wieder Eigentümer des Anwesens. In seiner Zeit als Burgherr ließ er dem bestehenden Gebäudekomplex im Süden einen zum Wohnen bestimmten Ostflügel anbauen und ihn – seiner königlichen Abstammung entsprechend – luxuriös ausstatten. In einem von ihm 1484 neu errichteten Südflügel brachte Richard einen großen Saal, die Banqueting Hall (deutsch Bankettsaal), unter. Nach Ende der Rosenkriege gab Heinrich VII. die Anlage an seinen Onkel Jasper Tudor, den Herzog von Bedford. Weil dieser aber 1495 kinderlos starb, fiel sie wieder zurück an die Krone. Im Juli 1535 besuchte Heinrich VIII. das Anwesen mit seiner damaligen Frau Anne Boleyn. Heinrichs Sohn und Nachfolger als König, Eduard VI., schenkte den Besitz 1547 seinem Onkel Thomas Seymour anlässlich dessen Hochzeit mit der Witwe Heinrichs VIII., Catherine Parr. Gleichzeitig erhob er ihn zum Baron Seymour of Sudeley. Thomas ließ kleinere Veränderungen an Sudeley Castle vornehmen, um die Gebäude dem Status seiner Frau entsprechend zu gestalten. Das Paar bezog Sudeley im Jahr 1548, und die einstige Königin brachte einen großen Hofstaat mit. Nach ihrem Tod im September desselben Jahres wurde sie gemäß ihrem Wunsch in der Kapelle von Sudeley beerdigt.

### Baron Chandos
Thomas Seymour wurde 1549 wegen Hochverrats verhaftet und enthauptet. Seinen Besitz zog die Krone ein und gab ihn 1552 an den Bruder Catherines, William Parr, 1. Marquess of Northampton. William war aber in ein Komplott verwickelt, das zum Ziel hatte, Lady Jane Grey auf dem Thron zu etablieren, und fiel deshalb bei Königin Maria I. in Ungnade. Er musste Titel und Besitz zurückgeben. Die Königin vergab Sudeley anschließend 1554 an Sir John Brydges und verlieh ihm gleichzeitig den Titel Baron Chandos of Sudeley. Seine Familie blieb die folgenden 100 Jahre Eigentümerin. John Brydges starb 1557 und hinterließ Sudeley Castle seinem Sohn Edmund. Dieser ließ um 1572 umfassende Veränderungen an der Anlage vornehmen und sie zu einem Schloss umgestalten. Besonders die Gebäude um den nördlichen Hof ließ er unter Einbezug vorhandener Bausubstanz verändern. Als die Arbeiten beendet waren, besaß dieser Bereich nunmehr zwei Geschosse und diente als neuer Wohnbereich der Anlage. Allerdings erlebte Edmund das Ende der Umbauten nicht mehr, denn er starb im Jahr 1573. Sein Sohn und Erbe Giles führte die vom Vater begonnenen Arbeiten weiter fort. Während seiner Zeit als Schlossherr stattete die englische Königin Elisabeth I. Sudeley drei Besuche ab: 1574, 1575 und 1592.
Während des Englischen Bürgerkriegs diente Sudeley Castle als Stützpunkt der Royalisten, denn der damalige Schlosseigentümer George Brydges, 6. Baron Chandos, hielt zu König Karl I. Im Januar 1643 wurde die Anlage – in Abwesenheit des Schlossherrn – nach dreitägiger Belagerung an Edward Massie und seine Roundheads übergeben. Aber schon wenig später eroberten royalistische Truppen unter Karls Neffen Ruprecht Sudeley zurück, sodass die Schlossanlage ab April 1643 wieder ständig mit royalistischen Soldaten belegt war. Allerdings hatten die Soldaten Oliver Cromwells vor ihrem Abzug die Schlosskapelle entweiht, indem sie sie als Stall und Schlachterei genutzt hatten. 1644 belagerten wieder parlamentarische Truppen Sudeley und bombardierten es, bis die Besatzung die Anlage übergab. Der Angriff hatte das Schloss erheblich beschädigt. Im Octagon Tower ist heute noch die Stelle zu sehen, wo er in jenem Jahr von einer Kanonenkugel getroffen wurde. In der Folgezeit diente Sudeley Castle als parlamentarische Garnison und wurde 1648 von den Besatzern geschleift – und das, obwohl der vormalige Besitzer Baron Chandos derweil auf die Seite der Roundheads gewechselt war. Er erhielt zwar eine Entschädigung von 1000 Pfund, kam aber nie mehr nach Sudeley, sondern zog sich auf seine Besitzungen in Middlesex zurück und starb dort 1655. Das Schloss versank in die Bedeutungslosigkeit. George Brydgesʼ zweite Frau Lady Jane Savage heiratete nach seinem Tod in dritter Ehe George Pitt of Stratfield Saye und brachte ihm das Anwesen zu.

### Wiederaufbau unter der Familie Dent

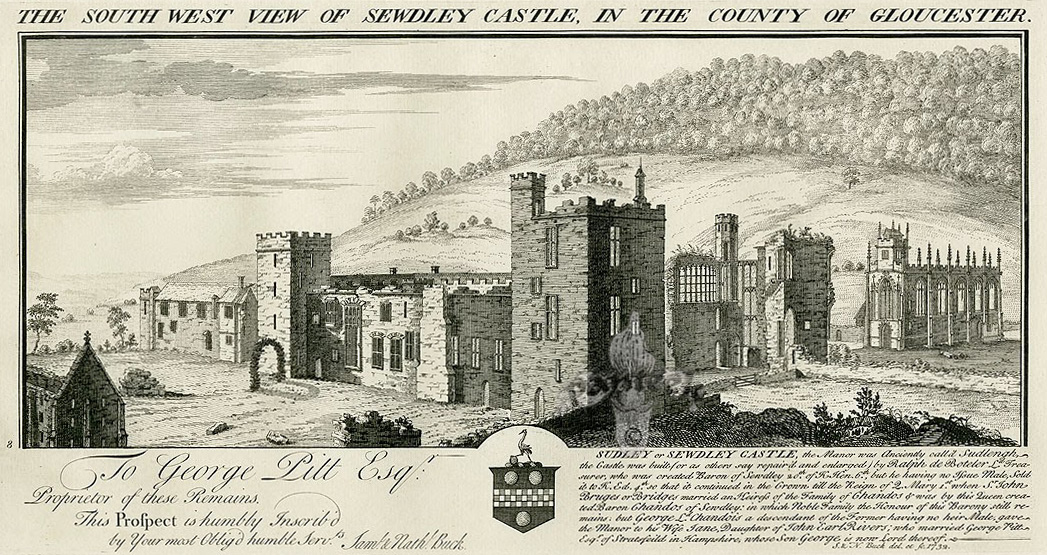
Kupferstich mit der Abbildung von Sudeley Castle aus dem Jahr 1726

Sudeley Castle wurde die folgenden 130 Jahre vernachlässigt. Nur noch ein Teil der nördlichen Schlossgebäude besaß nach der Schleifung ein Dach, der Rest der großen Anlage verfiel allmählich zu einer Ruine. Dabei verschwanden sowohl die Banqueting Hall als auch der Nord- und der Westflügel. Die Eigentümer wechselten mehrere Male, ohne dass der Anlage besondere Aufmerksamkeit zukam. Die Bewohner der Umgebung stahlen Steine, um sie als Baumaterial für andere Bauten zu verwenden. Im 18. Jahrhundert wurde die Schlossruine zu einer vielbesuchten Sehenswürdigkeit und beherbergte zeitweise noch ein Gasthaus. Auch König Georg III. stattete der Anlage einen Besuch ab. 1812 verkaufte Lord Rivers of Stratfield Saye Sudeley Castle samt 60 Acres (rund 24 Hektar) Land an Richard Temple-Nugent-Brydges-Chandos-Grenville, den späteren Herzog von Buckingham und Chandos. Er veräußerte das Schloss 1837 an die Brüder John und William Dent, reiche Handschuhmacher aus Worcester. Sie hatten bereits 1829 einen Großteil des zum Schloss gehörigen Landbesitzes aufgekauft. Die neuen Eigentümer begannen mit der Restaurierung und dem Wiederaufbau des Schlosses im Tudorstil. Die Pläne dafür stammten von dem aus Worcester kommenden Architekten Harvey Eginton. Ab etwa 1840 konnten die Gebäude um den nördlichen Schlosshof Sudeleys wieder bewohnt werden, einige andere Partien der Anlage ließen die Brüder als Ruinen erhalten und nur baulich sichern. Die Innenräume statteten die Dents ebenfalls im neugotischen Stil aus. Zahlreiche der Einrichtungsstücke aus der Tudorzeit stammten dabei aus dem Verkauf des Hausrats von Horace Walpoles Herrenhaus Strawberry Hill im Jahr 1842.

Emma Dent führte die Arbeiten ihres Mannes weiter fort (Porträtfoto, 19. Jahrhundert)

Nach dem Tod der beiden Schlosseigentümer trat ihr Neffe John Coucher Dent 1855 oder 1856 das Erbe an. Gemeinsam mit seiner Frau Emma, geborene Brocklehurst, die er 1847 geheiratet hatte, führte er den Wiederaufbau des Schlosses und die Wiederherstellung bzw. Neuanlage der Gärten weiter fort. Außerdem sammelte das Paar Kunst und alles, was mit Sudeleys Geschichte zusammenhing, darunter Gemälde, Memorabilia an den Bürgerkrieg, tudorzeitliche Miniaturen und jakobinische Stickereien. Auch die Schlosskapelle wurde unter den beiden restauriert und 1863 neu geweiht. Verantwortlich für die Arbeiten, die ab 1854/1855 oder 1859 liefen, war Sir George Gilbert Scott, der sich auch um den Wiederaufbau der Stallungen kümmerte. Sein Assistent John Drayton Wyatt zeichnete für den Neubau des North Tower (deutsch Nordturms) verantwortlich. Das Anwesen gelangte nach Johns Tod 1885 an seine Witwe, welche die Arbeiten an Gebäuden und Gärten bis 1890 vollendete. Als Emma im Jahr 1900 starb, ging der Besitz durch testamentarische Bestimmung ihres verstorbenen Mannes an ihren Neffen Henry Dent-Brocklehurst. Er überließ Sudeley Castle im Jahr 1927 seinem Sohn John Henry, der einen Großteil des Besitzes verkaufen musste, um die hohen Erbschaftssteuern bezahlen zu können. Aus diesem Grund gehören heute nur noch rund 10 Prozent der seinerzeit 12.000 Acres zum Anwesen. In der Zeit von 1930 bis 1936 ließ John Henry unter der Leitung des Architekten Walter H. Godfrey Instandsetzungen und Veränderungen im Inneren des Schlossgebäudes vornehmen.

### Entwicklung seit dem Zweiten Weltkrieg
Während des Zweiten Weltkriegs war auf dem Schlossgrund ein Lager für italienische Kriegsgefangene eingerichtet, die auf den land- und forstwirtschaftlichen Flächen des Anwesens arbeiten mussten. Im Schloss selbst war in jener Zeit ein Großteil der Gemäldesammlung der Londoner Tate Gallery untergebracht. Bei John Henrys Tod im Juli 1949 erbte sein Sohn Mark das Anwesen. Dessen Mutter Mary lebte noch bis 1969 im Schloss, das am 4. Juli 1960 gleichzeitig mit der Schlosskapelle und der Ruine einer Zehntscheune als Listed building der Kategorie I (Grad I) unter Denkmalschutz gestellt worden war. Nach Marys Weggang bezog ihr Sohn Mark mit seiner Frau Elizabeth das Anwesen, nachdem die beiden es zwei Jahre lang renoviert und instand gesetzt hatten. Sie öffneten Sudeley Castle für Besucher, um das wirtschaftliche Überleben der Anlage zu sichern. Nur wenige Monate nach der Öffnung starb Mark Dent-Brocklehurst 1972 und hinterließ Sudeley seiner Witwe und den beiden gemeinsamen Kindern Henry und Mollie. Sie sind heute noch die Eigentümer und bewohnen das Schloss. Trotzdem sind einige der Räume zu besichtigen, was mehr als 90.000 Besucher jährlich wahrnehmen. Außerdem kann ein Teil der Gärten und Räume für Veranstaltungen gemietet werden, darunter die Bibliothek und die Kapelle für Hochzeiten. Die daraus resultierenden Einnahmen konnten aber bis 2009 die jährlichen Unterhaltskosten des Anwesens von 1,5 Millionen Pfund nicht decken.

## Beschreibung

Schematischer Lageplan des Anwesens (zentraler Teil)

Zum 1.200 Acres (fast 486 Hektar) großen Anwesen gehören das Hauptgebäude und die Schlosskapelle (heute Kirche), ein englischer Landschaftsgarten und mehrere Ziergärten sowie diverse Nebengebäude auf dem Schlossareal.

### Architektur

#### Hauptgebäude
Das Schlossgebäude ist ein mehrflügeliger Bau aus lokal vorkommendem gelbem Sandstein, dem sogenannten Cotswolds-Stein. Am heutigen Grundriss kann immer noch gut die einstige Form der Anlage, deren Trakte zwei geschlossene Innenhöfe umgaben, abgelesen werden. Alle heute noch erhaltenen Flügel sind – mit Ausnahme des schmalen Mitteltrakts – zweigeschossig und werden von niedrigen, schiefergedeckten Walmdächern abgeschlossen. Alle Flügel besitzen zudem einen Zinnenkranz. Im Kern stammt das heutige Gebäude aus der Tudorzeit (15. Jahrhundert), es wurde jedoch in viktorianischer Zeit stark überformt und verändert. Sein heutiges Aussehen und den Großteil seiner Einrichtung erhielt das Schloss im 19. Jahrhundert durch die Brüder John und William Dent sowie Emma Brocklehurst, verheiratete Dent.

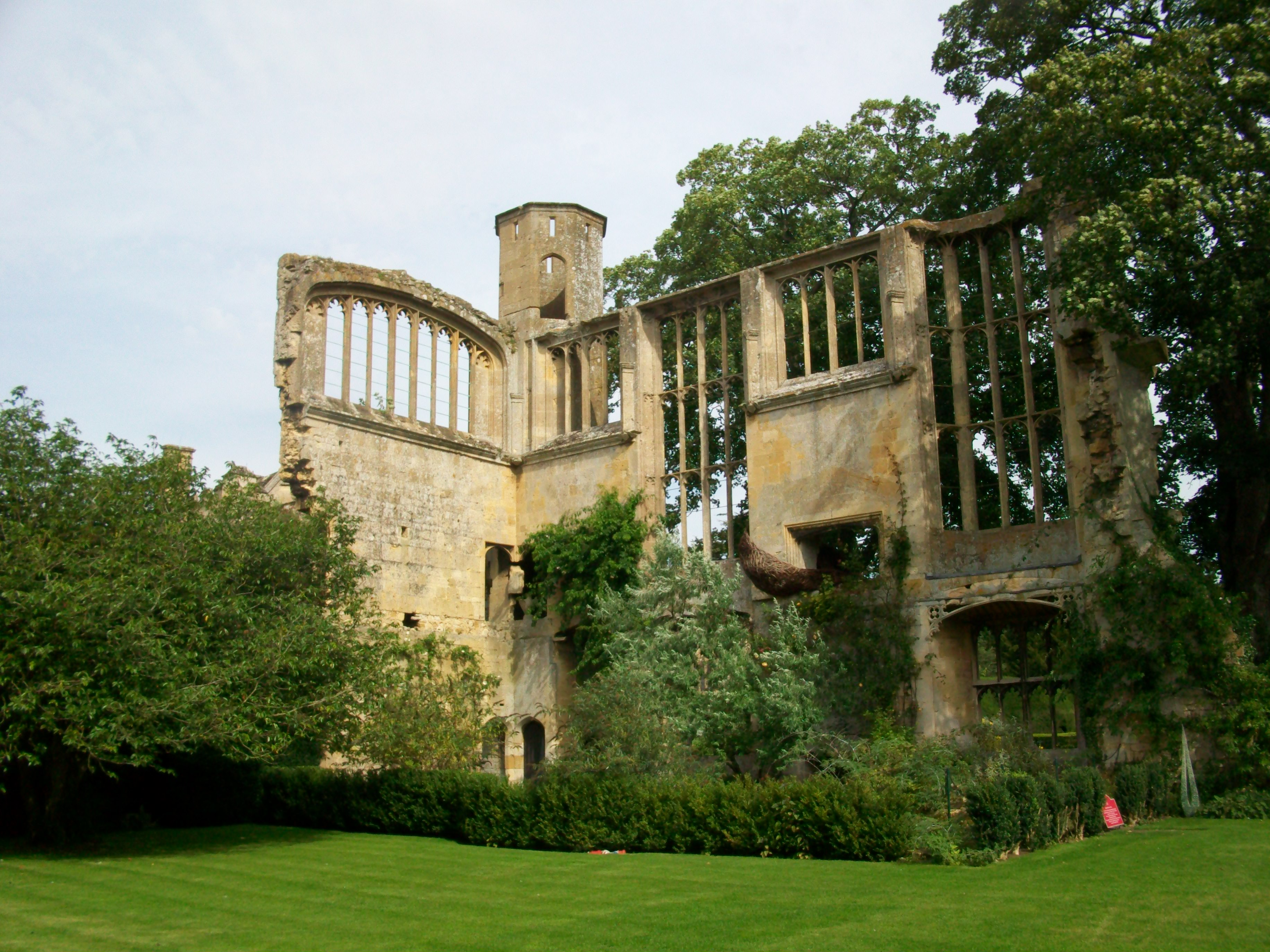
Ruine der Banqueting Hall

Von den Schlossflügeln rund um den südlichen Hof, Inner Court (deutsch Innerer Hof) genannt, ist heute nur noch der Westtrakt erhalten, in dem früher einmal Wirtschaftsräume untergebracht waren. Heute befinden sich dort ein Café und der Schlossshop. Diese beiden Einrichtungen nutzen auch die an der westlichen Seite vorgelagerte 50 Meter lange, kiesbestreute Terrasse. In ihrer Südwestecke findet sich ein Bodenmosaik, das die Kopie eines Mosaiks in einer römischen Villa auf Sudeley-Land ist. Am südlichen Ende des Westflügels steht der dreigeschossige Dungeon Tower von etwa 1442, dessen Name ins Deutsche übersetzt Verliesturm bedeutet. Er hat jedoch niemals eine Gefängnisfunktion besessen. Sein Name leitet sich vermutlich eher von dem französischen Begriff Donjon her, was auf eine anfängliche Nutzung als Wohnturm hindeutet. Von ihm sind Parterre und erstes Obergeschoss restauriert. Sein Zugang erfolgte ursprünglich von dem nicht erhaltenen Südflügel des Inner Court. Das nördliche Ende des Westflügels wird von dem unter Ralph Boteler errichteten Portmare Tower (deutsch Portmare-Turm) mit seinen fünf Geschossen markiert. Er soll seinen Namen von einem gefangen genommenen, französischen Admiral haben, dessen Lösegeld angeblich ein gutes Stück zur Finanzierung des Schlossneubaus im 15. Jahrhundert beigetragen hat. Während die Nord- und Westseite des Turms noch original aus dem 15. Jahrhundert sind, wurden Süd- und Ostseite 1857 und 1887 stark restauriert. Alle Geschosse werden jeweils von einem einzigen Raum eingenommen, von denen der im Erdgeschoss Schießscharten besitzt.

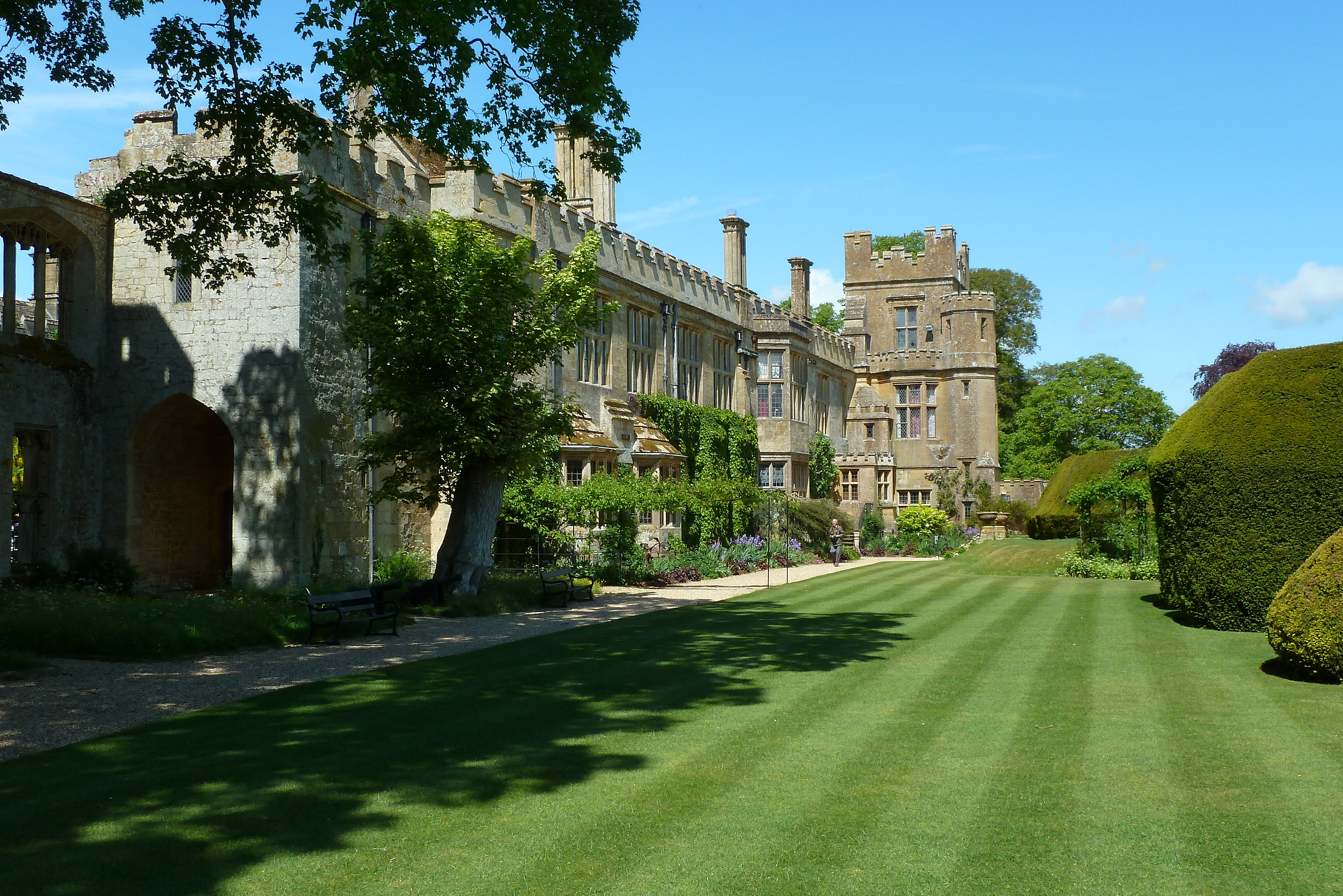
Ostseite des Outer Court, Ansicht von Süden

Dem Westflügel gegenüber steht noch die Ruine der Banqueting Hall aus dem späten 15. Jahrhundert. Sie war trotz ihres Namens eher der Empfangssaal der königlichen Suite denn ein Ort für Festivitäten und damit der wichtigste Raum im einstigen Ostflügel. Ihre Geschosse konnten über die Wendeltreppe in einem achteckigen Treppenturm, dem Octagon Tower, an der östlichen Außenseite erreicht werden. Der äußere Hof ist vom inneren Hof getrennt durch einen schmalen, 18 Fuß (ca. 5,5 Meter) breiten Korridor, der den Ostflügel mit dem Westflügel verbindet. Er stammt von 1889 und ersetzte damals noch vorhandene niedrige Mauern. Diese stammten möglicherweise aus dem Jahr 1614 und waren der Rest des ehemals dort stehenden Mitteltrakts. Am Ostende dieses Verbindungsbaus steht der Garderobe Tower mit einem Erker aus dem Jahr 1572. Seine Westseite stammt aus der Mitte des 15. Jahrhunderts, während die Ostseite jünger ist. Die Hälfte seines Erdgeschosses hat Loggia-Charakter.
Die Gebäudetrakte rund um den nördlichen, Outer Court (deutsch Äußerer Hof) genannten Innenhof stammen in Teilen noch aus dem 15. Jahrhundert, erhielten ihr heutiges Aussehen aber mehrheitlich in viktorianischer Zeit. Zur ältesten Bausubstanz zählt dabei der Torbau in der Mitte des Nordflügels, der um 1442 errichtet wurde. Früher führte eine den vorgelagerten Wassergraben überspannende Zugbrücke zu seinem spitzbogigen Tor. Der Ostflügel des nördlichen Hofs diente früher als Wirtschaftstrakt mit Küchen, Ställen und Kutschenhaus, heute wird er – ebenso wie der gegenüberliegende Westflügel – von den Schlosseigentümern zum Wohnen genutzt.

#### Schlosskirche
Östlich des Schlossgebäudes steht die um 1460 als Schlosskapelle errichtete Kirche St. Mary’s, die einst durch einen überdachten Gang mit dem Schloss verbunden war und außerhalb des Wassergrabens lag. Der Kirchenbau steht seit dem 4. Juli 1960 als Grade I Listed Building unter Denkmalschutz und dient zugleich als Pfarrkirche, in der regelmäßig Gottesdienste stattfinden. Seine restaurierte Außenfassade präsentiert sich im Stil des 15. Jahrhunderts mit Zinnenkranz, Gargylen und krabbenbesetzten Fialen auf Pfeilern. Am Westende des fünfachsigen Kirchenschiffs steht ein viereckiger Glockenturm, der von einer Wetterfahne bekrönt ist. Das Kircheninnere stammt aus viktorianischer Zeit und ist mit einem schwarz-weißen Marmorfußboden ausgestattet. Geschichtlich und kunsthistorisch wichtigstes Stück der Ausstattung ist das 1859 von John Birnie Philip gestaltete Grabmal Catherine Parrs. Es besteht aus weißem Marmor und wurde im Chor am Ort des 1782 wiederentdeckten Grabs der Königin errichtet.

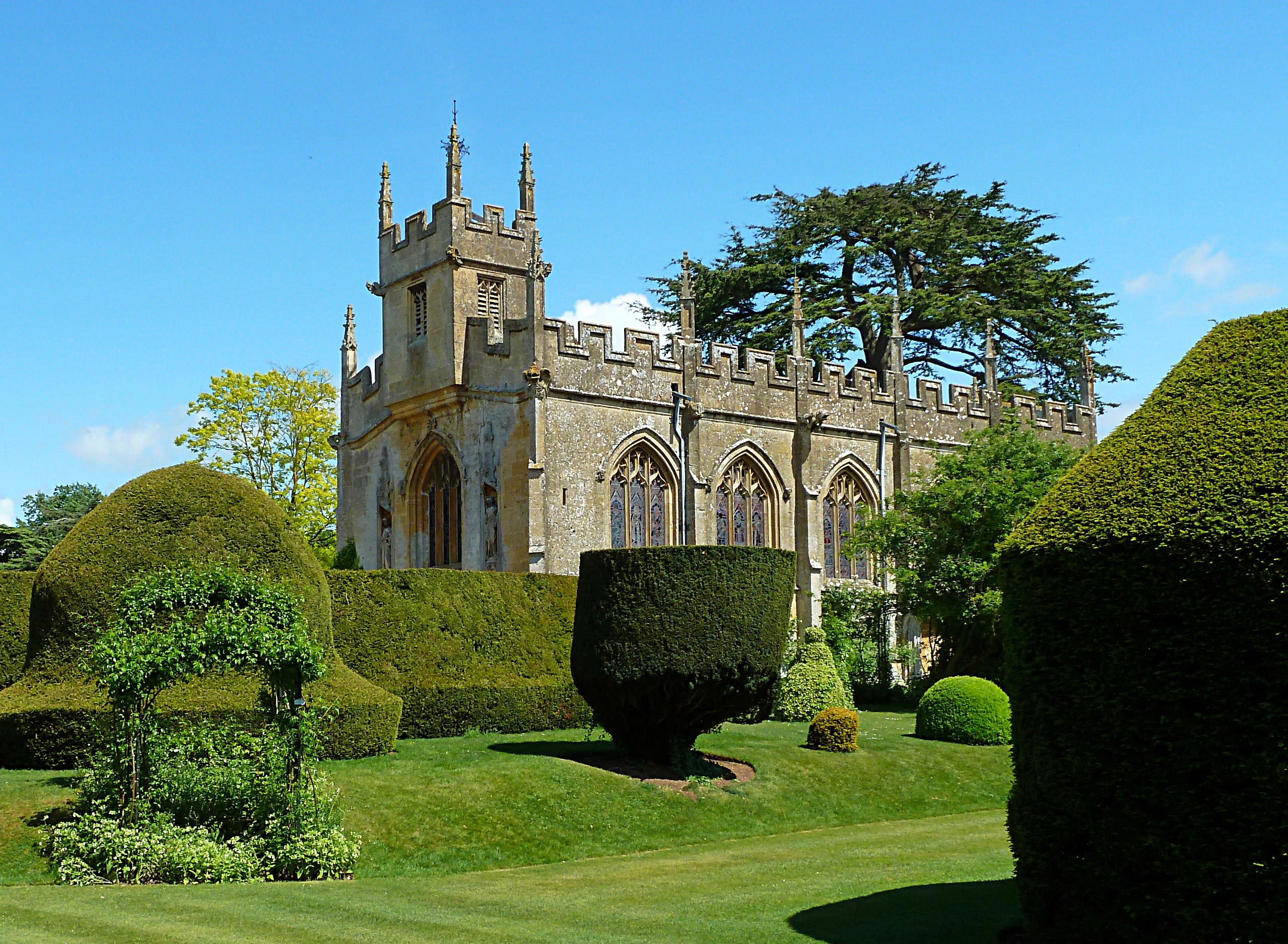
Ansicht der Schlosskirche von Südwesten
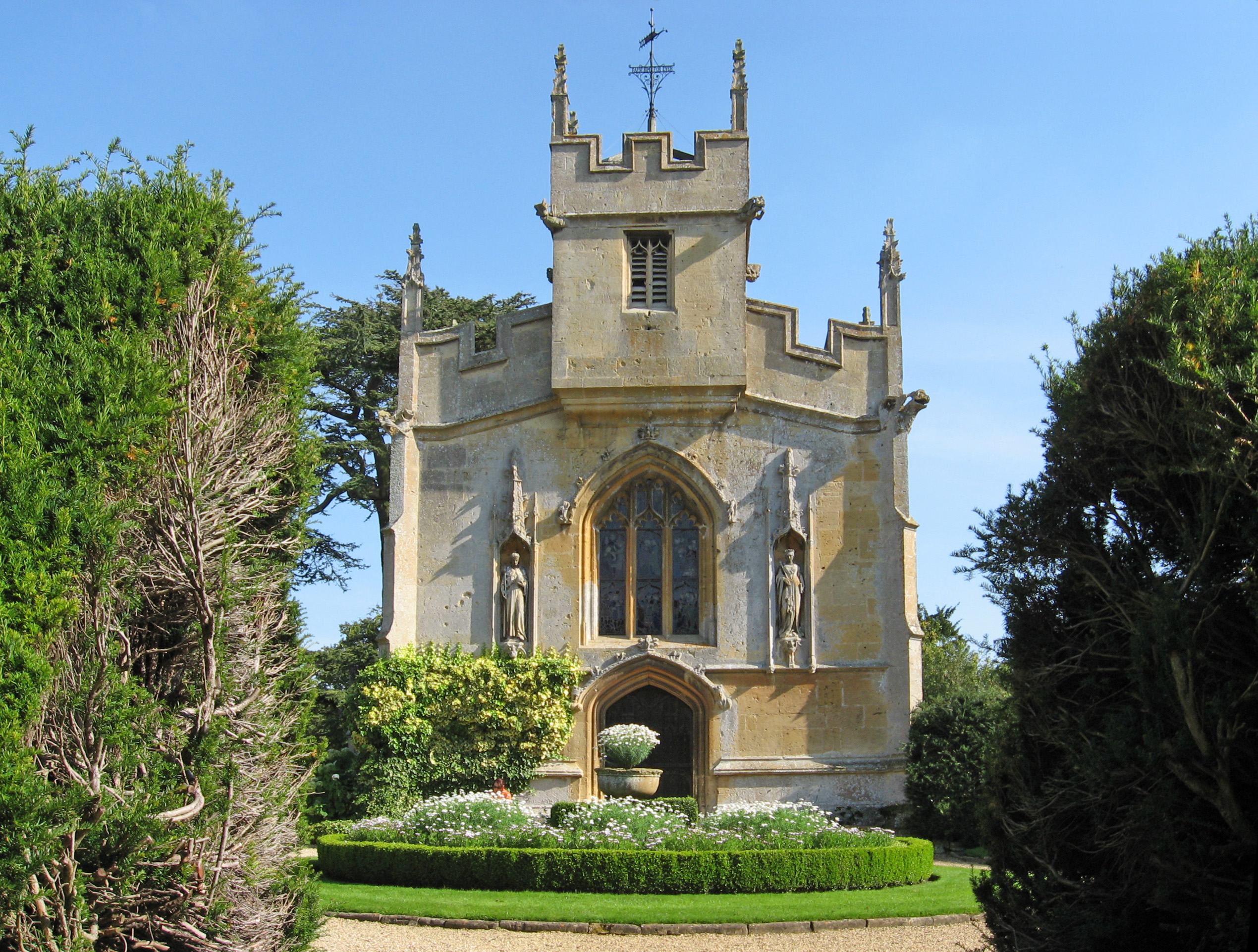
Eingangsfassade der Schlosskirche
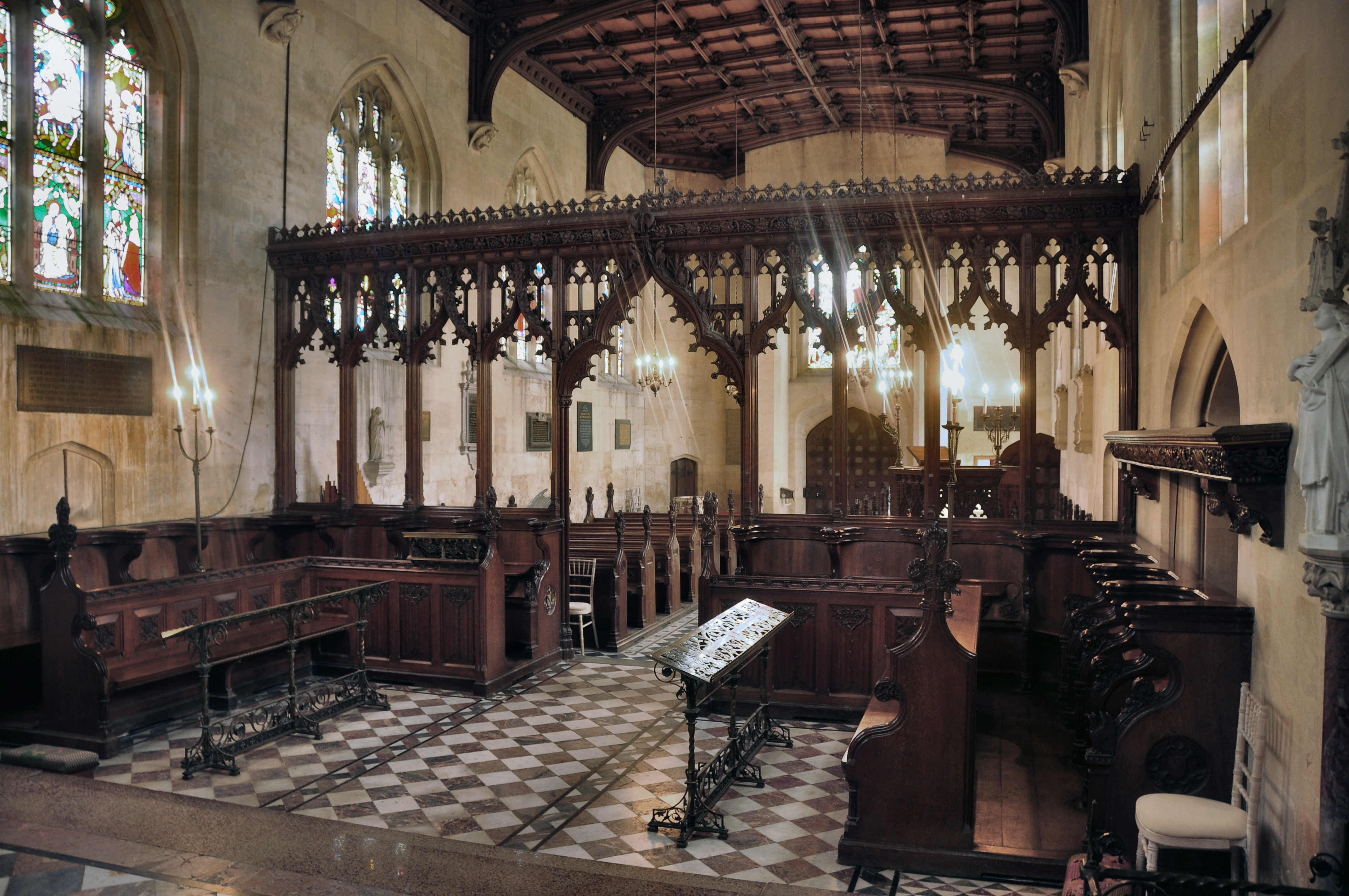
Innenansicht
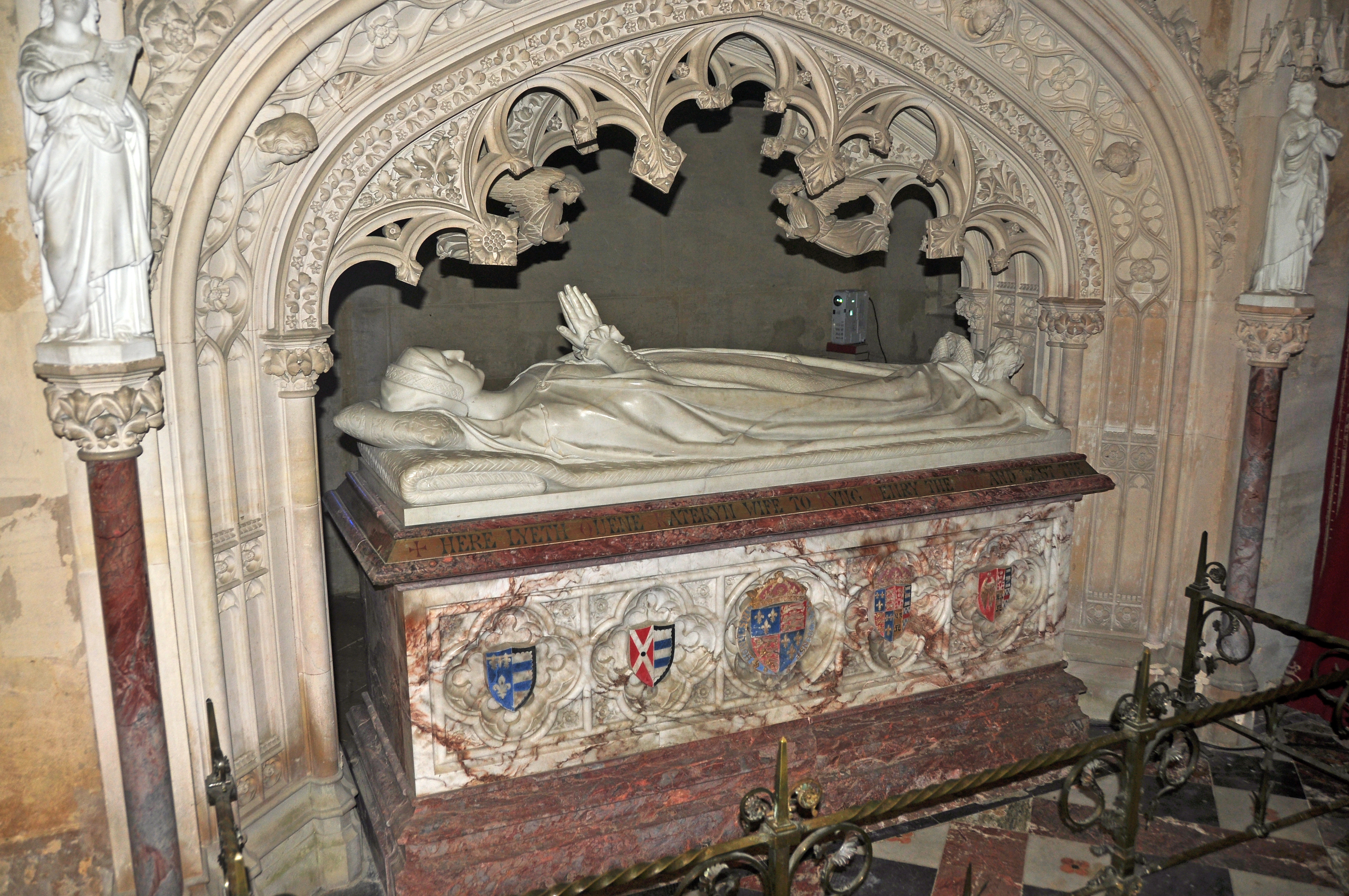
Grab Catherine Parrs

#### Nebengebäude

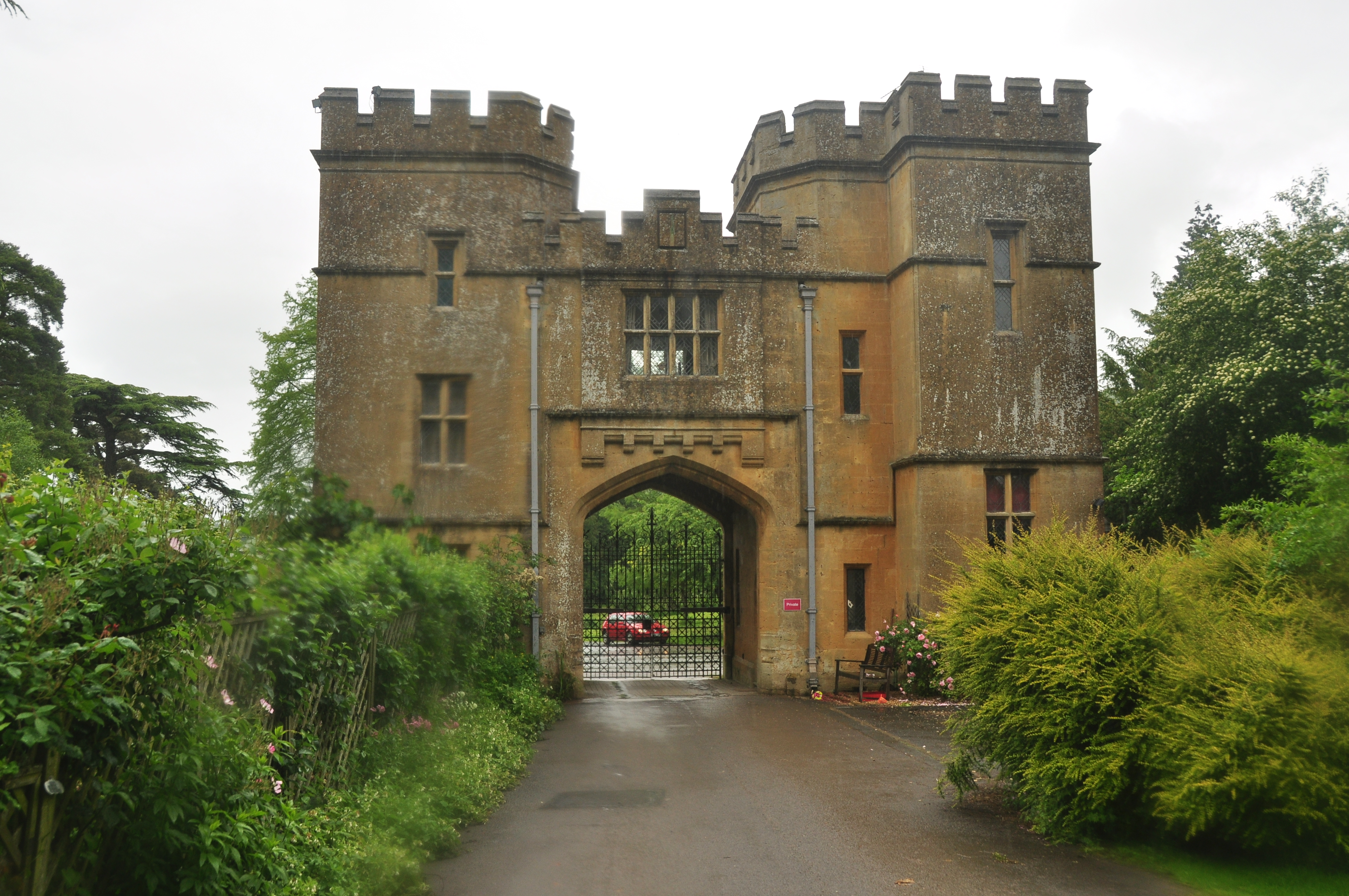
Nordseite der North Lodge

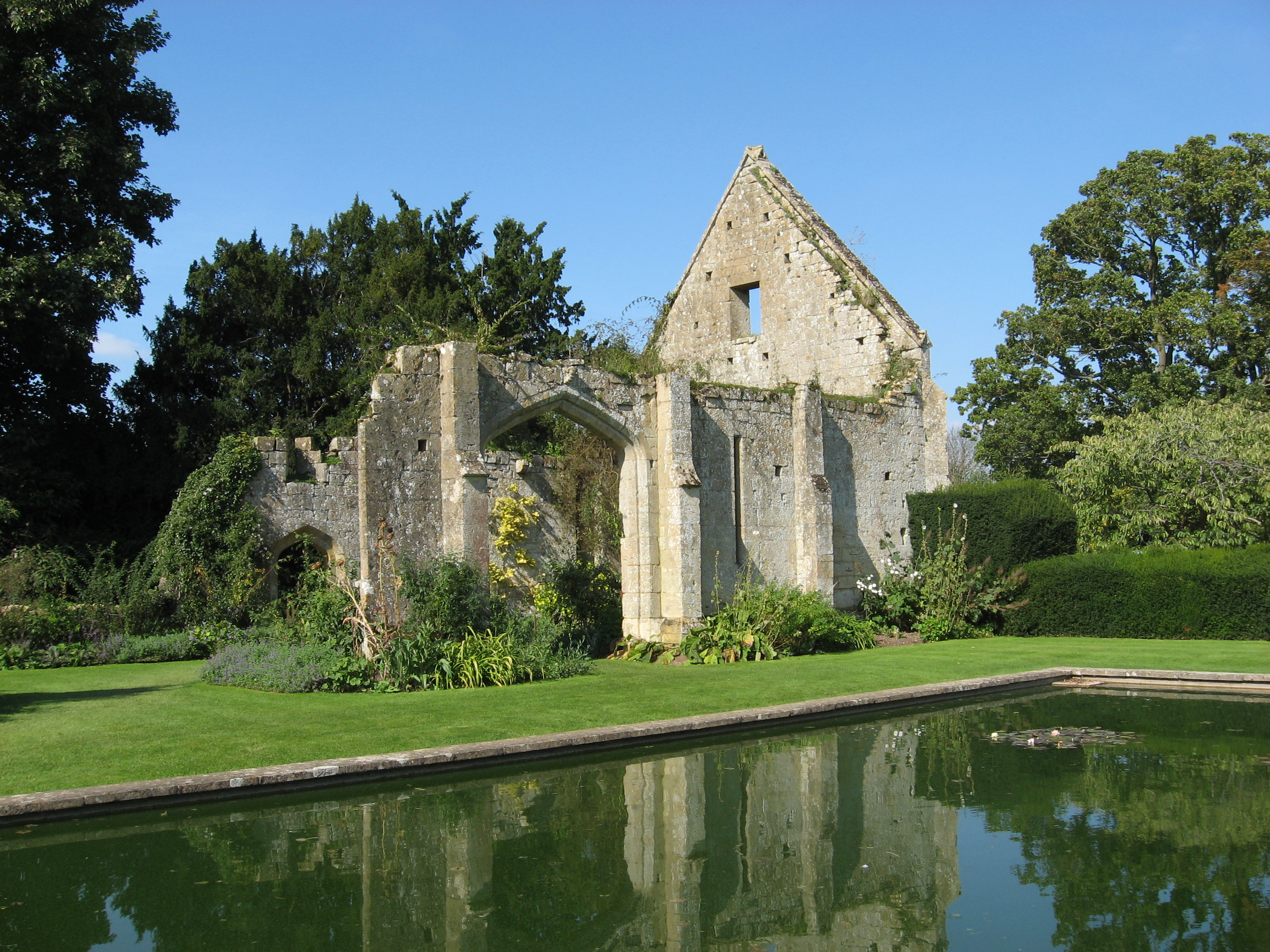
Ruine der Zehntscheune, Ansicht von Südosten

150 Meter nördlich des Schlosses steht ein dreigeschossiger Torbau. Er wird North Lodge genannt und ist ein Gebäude aus Hausteinquadern, das 1886 von John Drayton Wyatt für Emma Dent errichtet wurde. Sein Tordurchgang kann mit einem doppelflügeligen Gittertor verschlossen werden. Die einzelnen Geschosse des Baus sind durch Gesimse voneinander geschieden und durch einen Zinnenkranz abgeschlossen. Die North Lodge ist seit dem 7. September 1987 als Listed Building denkmalgeschützt (Grade II). Gleiches gilt für die etwa 680 Meter nordwestlich des Schlossgebäudes stehende West Lodge. Sie wird auch Almsbury Lodge genannt und wurde 1893 gebaut. Früher verlief die von Westen kommende Schlosszufahrt durch sie hindurch, heute führt sie westlich daran vorbei.
Etwa 100 Meter nordwestlich des Hauptgebäudes steht die ehemalige Zehntscheune der Abtei Winchcombe. Durch Cromwellsche Truppen während des Bürgerkriegs zerstört, wurde sie wiederaufgebaut und im 18. Jahrhundert als Wohnhaus genutzt. Nachdem dieses durch ein Feuer abbrannte, ist es eine Ruine. Ursprünglich stammt das Gebäude aus der zweiten Hälfte des 15. Jahrhunderts und steht seit dem 4. Juli 1960 als Listed Building unter Denkmalschutz (Grade I). Seine Längsseiten waren durch spitzbogige Öffnungen in 13 Achsen unterteilt, dazwischen befanden sich wuchtige Pfeiler. Früher war das Gebäude im Inneren durch eine Holzwand in zwei Bereiche geteilt: einen Wohnbereich mit drei Achsen und separatem Eingang sowie dem achtachsigen Scheunenbereich. Beide Dreiecksgiebel an den Kurzseiten sind noch in voller Höhe erhalten. Vor der Ruine liegt an ihrer Ostseite ein rechteckiger, fast 50 Meter langer Karpfenteich, der mit großen Kois besetzt ist. Er wurde erst um 1930 angelegt, zuvor stand dort ein unter Emma Dent angelegtes Heckenlabyrinth.

### Innenräume
Die architektonische Innenausstattung des Schlosses stammt mehrheitlich aus dem 19. Jahrhundert, die Zimmer wurden unter der Familie Dent aber auch mit Mobiliar und Einrichtungsgegenständen aus der Tudorzeit bestückt. So stammen viele Möbel und Glasmalereien von William Morris, während zahlreiche Gemälde zur Sammlung Walter Morrison gehören. Sie kam über Mark Dent-Brocklehursts Witwe Mary, der Tochter Walter Morrisons, nach Sudeley. Zu ihr gehören unter anderem Werke alter Meister wie Rubens, van Dyck, Nicolas Poussin, Claude Lorrain, Jacob van Ruisdael, William Turner und John Constable. Ein weiteres Meisterwerk, das in Sudeley Castle besichtigt werden kann, ist Lucas de Heeres Gemälde An Allegory of the Tudor Succession, das schon 1842 durch die Brüder Dent angeschafft wurde. Es stammte – wie viele ältere Einrichtungsstücke – von Strawberry Hill. Daneben gibt es im Hauptgebäude eine Ausstellung zur Schloss- und Familiengeschichte während des Ersten Weltkriegs zu sehen. Sie besteht aus Exponaten und Erinnerungsstücken aus dem Besitz der Familie Dent-Brocklehurst, zum Beispiel Tagebucheinträgen und Fotografien aus jener Zeit.

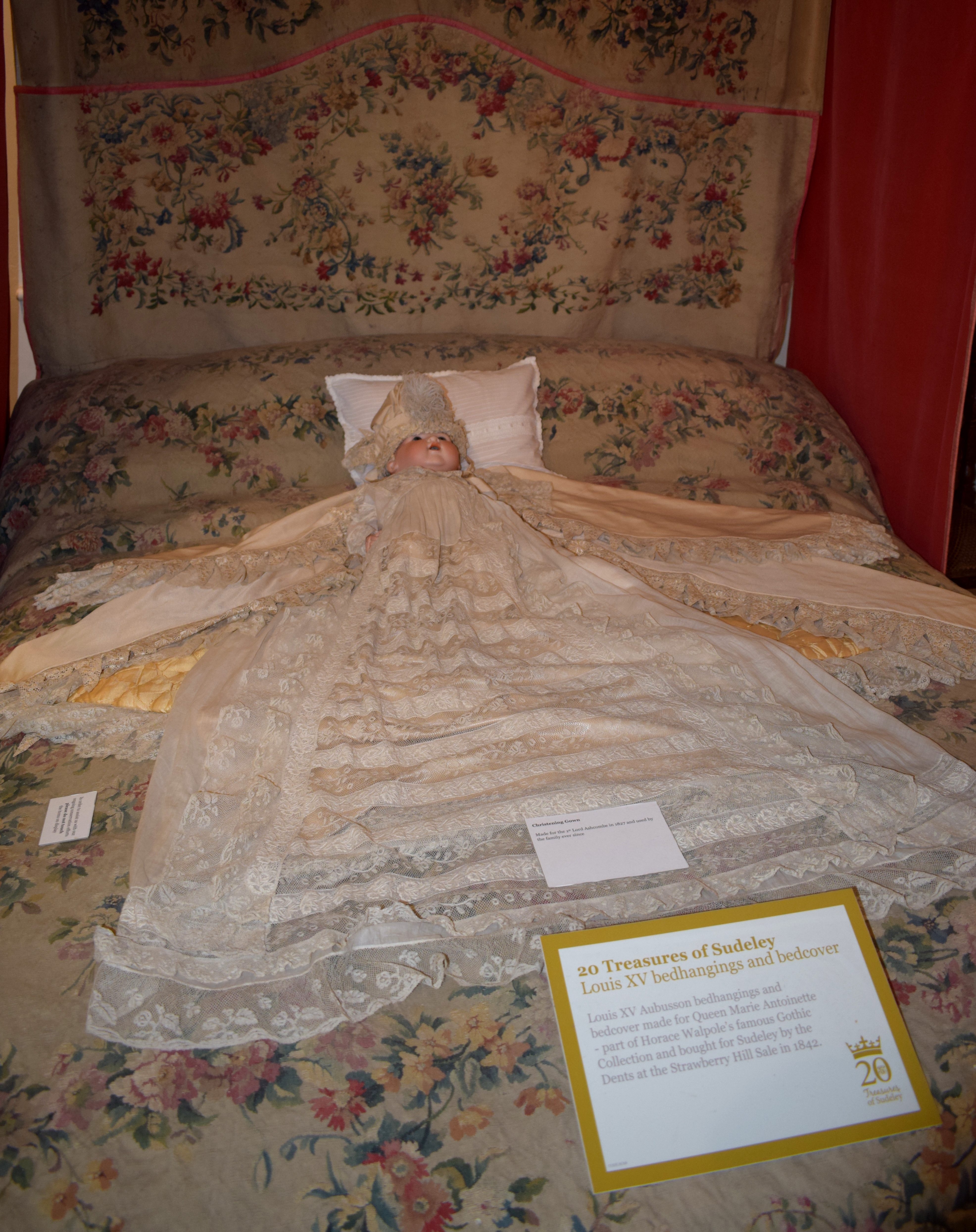
Taufkleid Elisabeths I.

Zu den Schlossräumen, die für Besucher geöffnet sind, gehört der Chandos Room (deutsch Chandoszimmer) mit einem Himmelbett, das aus dem Besitz König Karls I. stammt. Ein weiteres Himmelbett wird im Queenʼs Bedroom (deutsch Schlafzimmer der Königin) gezeigt. Seine Bezüge und Vorhänge stammen aus einer Tapisserie-Manufaktur in Aubusson und sollen früher einmal Marie Antoinette gehört haben. In diesem Zimmer ist auch das Taufkleid Elisabeths I. ausgestellt. Im Tudor Document Room sind Bücher und Originaldokumente aus der Tudorzeit zu sehen, darunter Liebesbriefe von Catherine Parr an Thomas Seymore und seltene Kopien von Büchern, welche die Königin verfasst hat. Das Nähzimmer dient als Ausstellungsraum für Textilien aus einem Zeitraum von 400 Jahren, die alle einmal zur Schlossausstattung gehörten, während die Schlossbibliothek eine Tapisserie aus dem späten 16. Jahrhundert präsentiert. Der Wandbehang mit floralem Muster zeigt als Motiv die Vertreibung von Adam und Eva aus dem Paradies und hängt über einer reich dekorierten Täfelung. Der Raum ist mit einem großen Kamin ausgestattet, der neben den Initialen des zweiten Baron Chandos (EC) auf dem Kaminaufsatz auch das Motto seiner Familie zeigt: „MAINETEINE LE DROIT“ (deutsch „Behalte das Recht bei“). Der Kamin stammt aus der Zeit um 1572 und stand früher in einem anderen Raum des Schlosses.

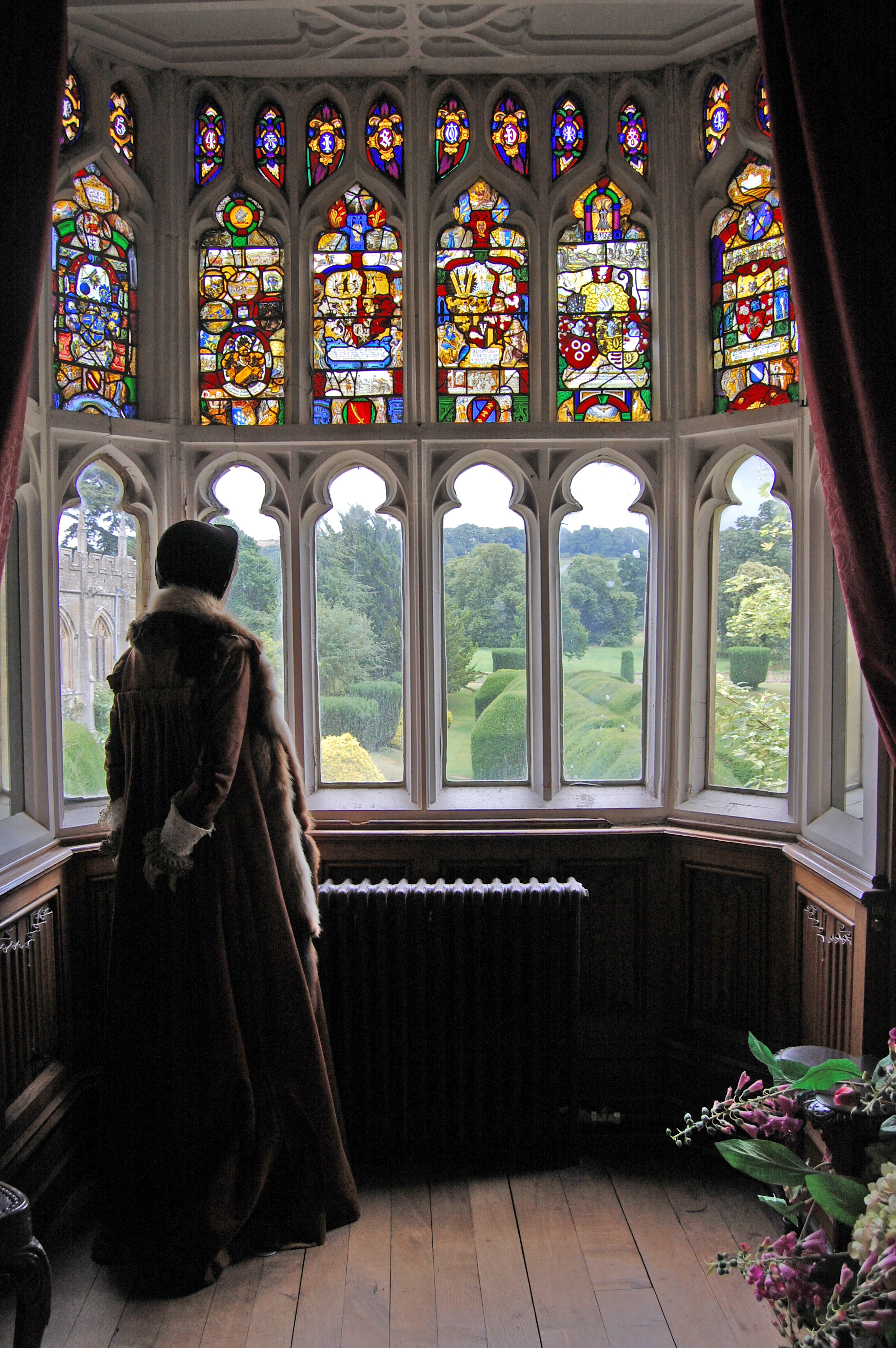
Erkerzimmer mit Wappenscheiben.

In einem Erkerzimmer sind verschiedene Wappenscheiben zu sehen. Bemerkenswerterweise findet sich hier auch jenes des Berner Ratsherren Johann Rudolf Tillier (* 1629).

### Schlosspark und -gärten
Schlosspark und Gartenanlagen von Sudeley Castle stehen seit dem 28. Februar 1986 unter Schutz (Grade II*) und sind von Frühjahr bis Oktober täglich für Besucher geöffnet. Vom späten Frühjahr bis zum Spätsommer finden Gartenführungen statt. Die Gartenpflege orientiert sich an dem Ziel, möglichst vielen Wildtieren einen Lebensraum auf dem Anwesen zu bieten. Ein besonderes Augenmerk liegt dabei auf Wildbienen.
Das Hauptgebäude liegt inmitten eines englischen Landschaftsgartens, in dem mehrheitlich Linden wachsen. Es gehören aber auch Eichen, Buchen, Atlaszedern und Rosskastanien zum Bestand. Die meisten der heute dort wachsenden Bäume wurden unter den beiden Dent-Brüdern und Emma Dent im 19. Jahrhundert gepflanzt. Dazu zählen auch einige Solitärbäume wie ein alter etwa 200 Jahre alter Walnussbaum rund 30 Meter nördlich des Schlossgebäudes, eine große Libanonzeder nordöstlich der Schlosskirche und ein 1885 gepflanzter Maulbeerbaum an der Südseite des Dungeon Tower, der dem kleinen, ihn umgebenden Maulbeergarten den Namen gab.

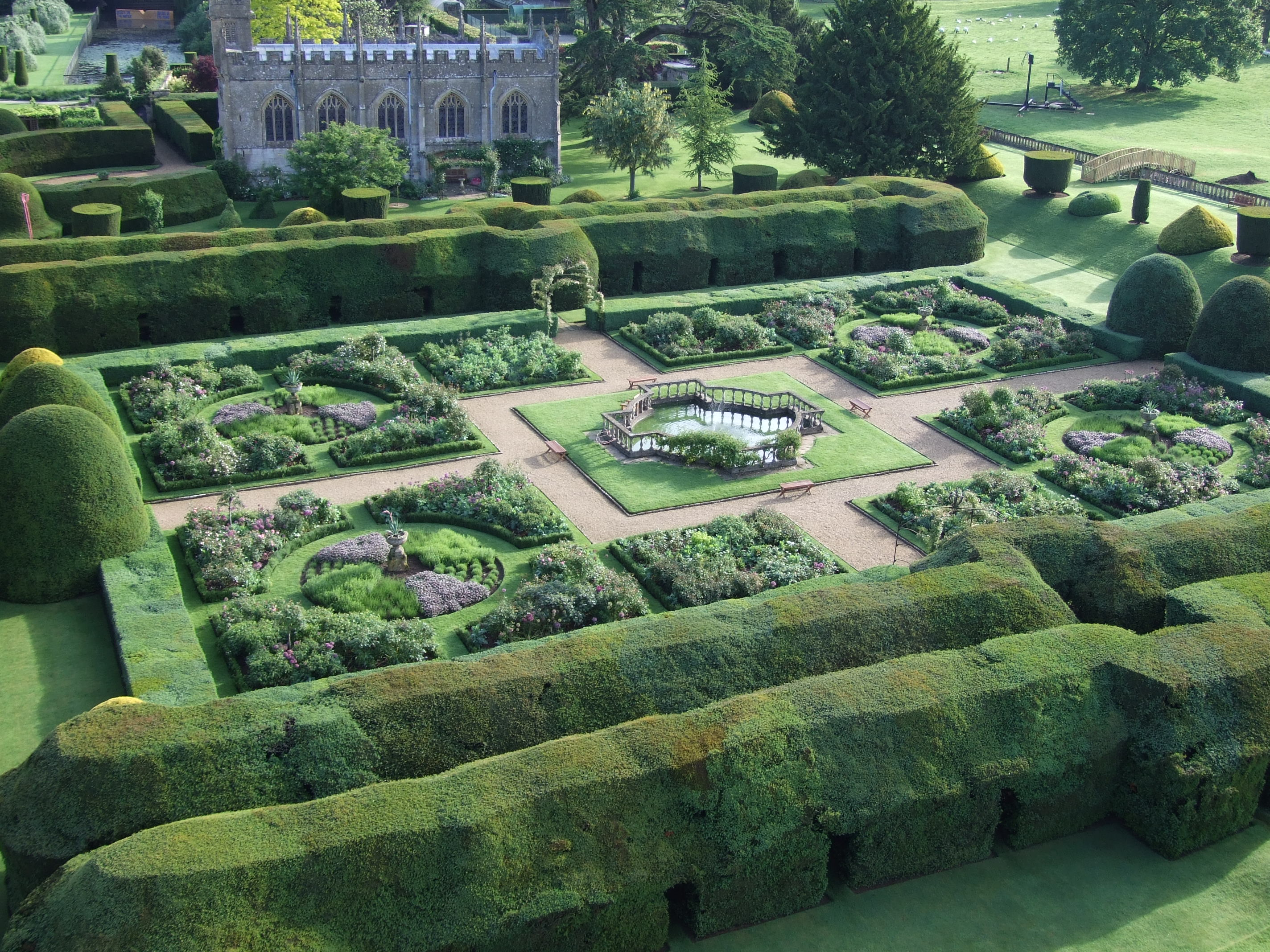
Der Queen’s Garden; im Hintergrund der White Garden und die Schlosskirche

Ältester Schlossgarten ist der östlich des Schlosses liegende Queen’s Garden (deutsch Garten der Königin), ein formaler Garten, der an seiner nördlichen und südlichen Längsseite von 50 Meter langen, doppelten Eibenhecken begrenzt wird. An dieser Stelle gab es schon zu Tudorzeiten ein Gartenparterre, dessen Reste bei den umfassenden Wiederaufbau- und Restaurierungsarbeiten im 19. Jahrhundert wiederentdeckt wurden. Emma Dent ließ diesen rechteckigen Garten nach alten Entwürfen rekonstruieren. Er ist rundherum von etwa ein Meter hohen Buchshecken umgeben und durch zwei geradlinige, sich kreuzende Wege in vier Teile unterteilt. Die Eingänge an der West- und Ostseite des Gartens werden jeweils von zwei großen in Form geschnittenen Eiben flankiert. Auf dem mittig liegenden Kreuzungspunkt steht ein Brunnen aus der Mitte des 19. Jahrhunderts, der von einer Steinbalustrade umgeben ist. Seine Fontäne wurde erst nachträglich installiert und stammt aus der Zeit zwischen 1909 und 1940. Er steht seit dem 7. September 1987 als Einzeldenkmal unter Schutz. Viele der heutigen Pflanzen im Queen’s Garden, darunter auch über 70 verschiedene Rosenarten, stammen nicht mehr aus dem 19. Jahrhundert, sondern von einer Neubepflanzung in den 1990er Jahren nach den Entwürfen der englischen Landschaftsarchitektin Jane Fearnley-Whittingstall.
Nördlich des Gartens der Königin liegt, an die Schlosskirche grenzend, der White Garden (deutsch Weißer Garten) aus dem späten 20. Jahrhundert. Auch er ist formal gestaltet und wurde, wie drei weitere Gärten, von der heutigen Schlossbesitzerin, Lady Ashcombe, angelegt. Er ist der Jungfrau Maria gewidmet und als Zeichen ihrer Reinheit mit weißblühenden Blumen und Stauden bepflanzt, zum Beispiel Pfingstrosen, Clematis, Tabak und Tulpen. Die Topiarys in diesem Abschnitt sind von Efeu und Rosen berankt.

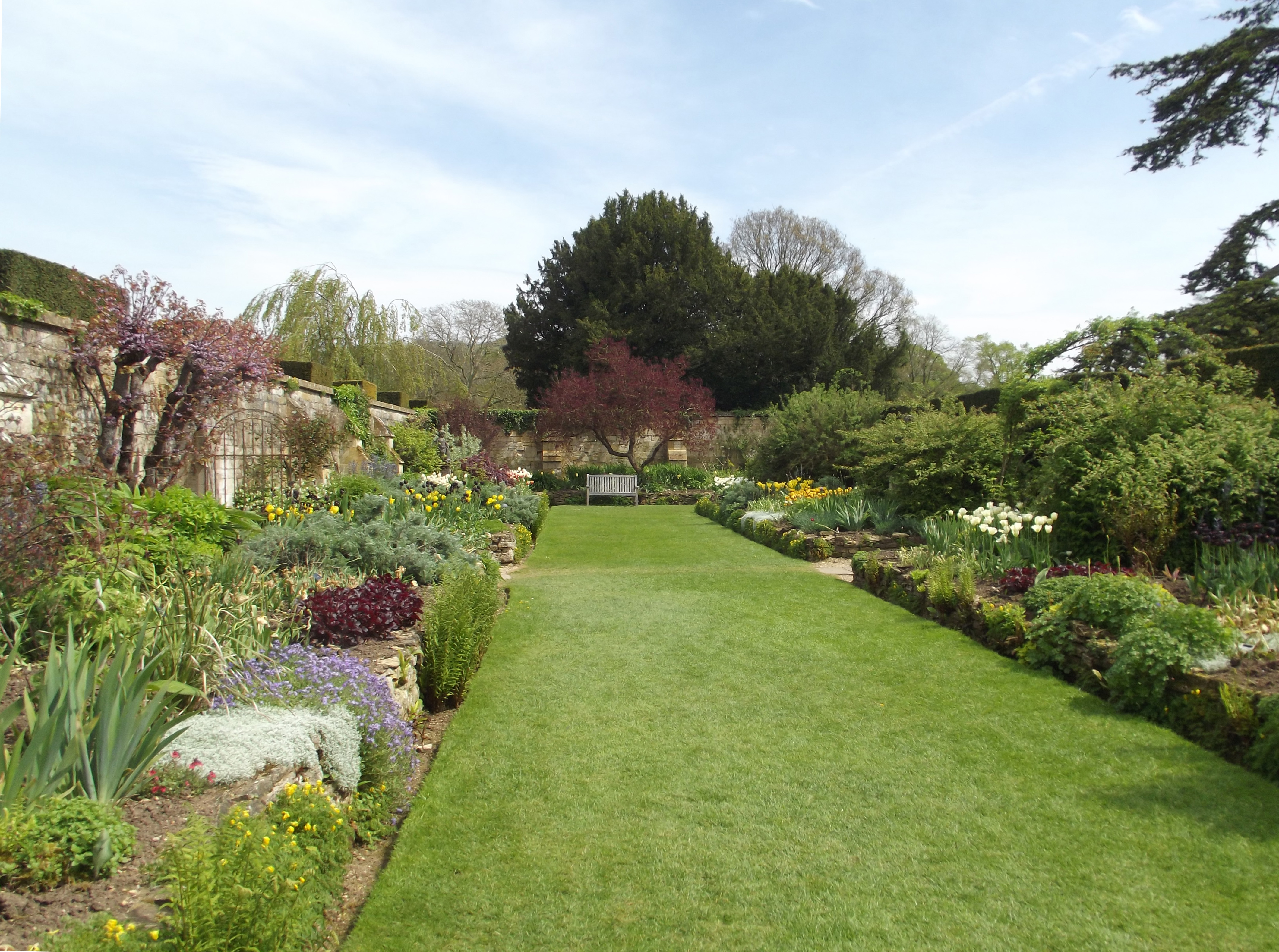
Der Secret Garden, Blick Richtung Osten

Vom White Garden führt ein Kiesweg an der Südseite der Kirche zu einem westlich davon liegenden Rondell, das von einer Eibenhecke umschlossen ist und ein Buchsbaumbeet in seiner Mitte besitzt. Direkt daran angrenzend liegt der East Garden (deutsch Ostgarten), dessen Name daraus resultiert, dass er direkt östlich des Schlosses liegt. Seine Gestaltung wurde von Andrew Marvells Gedicht The Garden inspiriert.
Nördlich der Schlosskirche findet der Besucher den Secret Garden (deutsch Geheimer Garten), der Ende der 1970er Jahre einen Rosengarten aus dem 19. Jahrhundert ersetzte. Er ist an seiner Südseite durch eine zwei Meter hohe Eibenhecke von der Kirche getrennt. An seinen drei übrigen Seiten ist er von einer gleichhohen Mauer aus jakobinischer Zeit umgeben und damit ein klassischer walled garden (deutsch ummauerter Garten). 1979 beauftragte die Schlosseigentümerin Rosemary Verey mit der Neuanlage dieses Gartens, damit er als Kulisse für ihre Hochzeit mit Henry Cubitt, 4. Baron Ashcombe, dienen konnte. 1998 wurde er für die Hochzeit von Lady Ashcombes Sohn Henry durch Charles Chesshire umgestaltet. Im Frühjahr blühen dort mehr als 2500 Tulpen.
Nördlich des Secret Garden liegt die Fasanerie, in der 16 bedrohte Vogelarten gezüchtet und gehalten werden. Direkt westlich davon befindet sich ein The Moat (deutsch Der Wassergraben) genannter Teich. Sein rechteckiges Becken hat eine Länge von etwa 100 Metern, ist aber trotz seines Namens wohl kein Überrest des einstigen Burggrabens, sondern eher ein ehemaliger Fischteich.

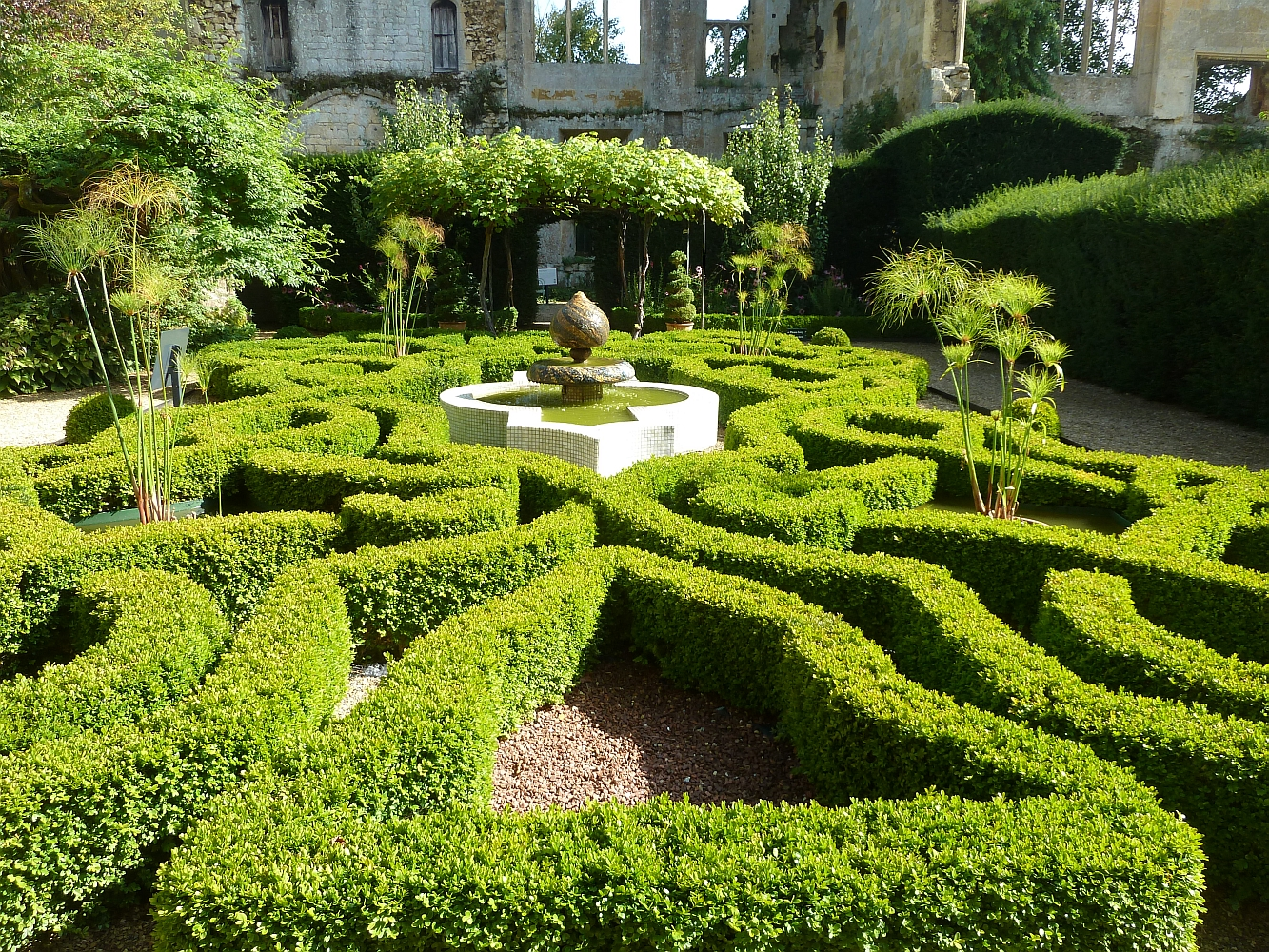
Der Knotengarten

1995 ließen die Schlossherren im nördlichen Bereich des Inner Court einen Knotengarten anlegen. 1200 in Form geschnittene Buchsbäumchen bilden ein Muster, dessen Vorbild auf einem Porträt Elisabeths I. im Schloss zu sehen ist. Die Königin trägt auf dem Gemälde ein Kleid mit dieser Musterung. In der Mitte des Gartens steht ein Brunnen im maurischen Stil. Neben dem Buchs gehören ägyptischer Papyrus, Klettererdbeeren, Strahlengriffel und Amerikanische Klettertrompeten zur Bepflanzung.
Rund um die Ruine der Zehntscheune wurde das Areal in einen Naturgarten umgewandelt, in dem unter anderem Wild- und Kletterrosen sowie Malven, Hortensien, Glyzinien, wilde Clematis und Farne wachsen. Nordöstlich des Zehntscheunengartens befindet sich der neunte Schlossgarten, der erst kürzlich angelegt wurde. Dabei handelt es sich um einen Medizinalgarten, der Tudor Physic Garden genannt wird. Dort finden sich vor allem Pflanzen, die während der Tudorzeit zur Herstellung von Arzneien und Heilmitteln verwendet wurden. Heute werden die Pflanzen in Kosmetikprodukten verarbeitet, die im schlosseigenen Shop verkauft werden.
Südwestlich der Zehntscheune, etwa 140 Meter vom Schloss entfernt, gibt es ein großes Areal mit einem Abenteuerspielplatz für Kinder und einem Heckenlabyrinth aus Weiden nebst kleinem Teich.

## Sudeley Castle in Film und Fernsehen
Das Anwesen diente seit den 1970er Jahren immer wieder als Kulisse für TV-Produktionen. Szenen des 1976 erschienenen Films Die Schöne und das Biest mit Trish Van Devere und George C. Scott spielten neben Knebworth House und Salisbury Hall auch in Sudeley Castle. Die Anlage war zudem in diversen Episoden von Fernsehserien zu sehen. So wurden zum Beispiel Szenen der in viktorianischer Zeit spielenden Serie The Pallisers (1974) in Sudeley Castle gedreht. Gleiches gilt für die Verfilmung von Charles Dickensʼ Roman Martin Chuzzlewit, den die BBC 1994 produzierte und in mehreren Teilen sendete. Nachdem Sudeley auch für die 2008 gesendete Mini-Serie Tess of the D’Urbervilles nach dem gleichnamigen Roman von Thomas Hardy als Kulisse gedient hatte, fanden 2016 die bisher letzten Dreharbeiten auf dem Anwesen statt. Seine ausgedehnten Gartenanlagen dienten in The White Princess, einem Sequel der 2013 gesendeten Serie The White Queen, als Kulisse für Szenen, die im Garten von Westminster Abbey spielten. Zuvor war dort im Jahr 2012 auch die Episode Das Auge Apollos der BBC-Serie Father Brown gedreht worden.
Über TV-Serien hinaus ist Sudeley Castle auch in diversen Spielfilmen zu sehen. So wurden Teile von Jack Golds TV-Adaption des P.-G.-Wodehouse-Romans Seine Lordschaft und das Schwein; Sein und Schwein (Original: Heavy Weather) dort gedreht, denn das Schloss diente dem Schriftsteller als Vorbild für das im Roman vorkommende Blandings Castle. Auch Diarmuid Lawrence, der Regisseur der 1996 veröffentlichten Literaturverfilmung Emma, für die Jane Austens gleichnamiger Roman die Vorlage war, wählte Sudeley als Kulisse für seinen Film. Schließlich war das Schloss im Jahr 2000 in dem dokumentarischen Historienfilm Elizabeth zu sehen.
Neben Fernsehserien und Spielfilmen befassen sich auch einige Dokumentationen und Reportagen mit dem Anwesen. 1995 stellte der englische Schauspieler Robert Hardy Sudeley Castle und seine Geistererscheinungen in der Discovery-Channel-Produktion  Castle Ghosts of England vor. Im Dezember 2003 wurde im englischen Fernsehen eine Episode von Our House gezeigt, in der die Eigentümerin Lady Ashcombe einen Blick hinter die Kulissen ihres Schlosses gewährte. Erst drei Monate zuvor hatte die BBC eine Folge ihrer Antiques Roadshow ausgestrahlt, die auf Sudeley Castle gedreht worden war. Ein weiterer TV-Beitrag, der sich in Teilen mit dem Anwesen befasst, ist die 2013 auf Channel 4 ausgestrahlte Dokumentation Richard III: The King in the Car Park. Das Schloss war eine von sieben Stationen dieser Produktion, die sich mit der Suche und dem Fund des königlichen Skeletts befasste.
In dem Musikvideo zum Instrumentalstück „Scent of Dark“ von Tony Iommi (Black Sabbath) diente das Schloss 2021 als Hintergrundkulisse.